# Pú Bẩu
Pú Bẩu là một xã thuộc huyện Sông Mã, tỉnh Sơn La, Việt Nam.
Xã Pú Bẩu có diện tích 23,88 km², dân số năm 1999 là 2.230 người, mật độ dân số đạt 93 người/km².